# Kelpie australiano
El kelpie australiano (en inglés: Australian Kelpie) es una raza de perro pastor originaria de Australia.

## Historia

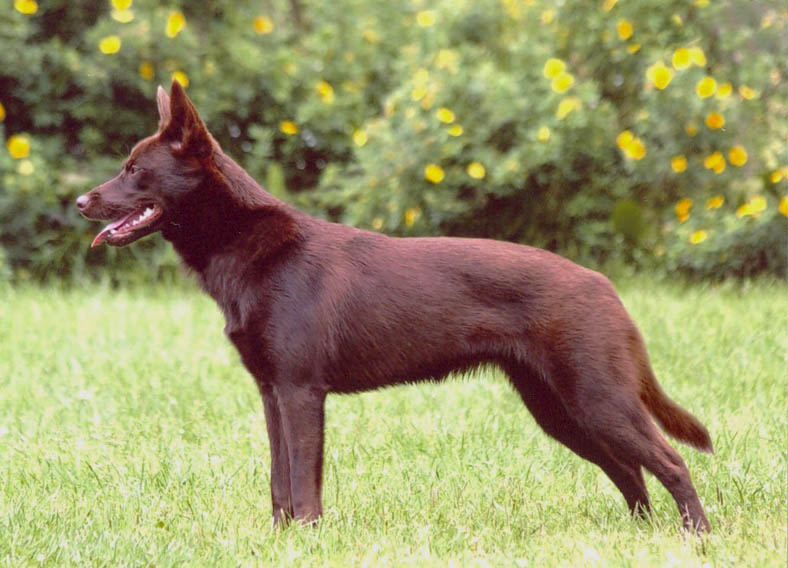
Kelpie australiano rojo.

El inhóspito y desconocido ambiente de Australia forzó a los colonos ingleses y escoceses a seleccionar unos perros de trabajo que se adaptaran a las condiciones del país (espacios mucho más grandes, rebaños muchos más grandes de rebeldes corderos de raza merina, y el tremendo calor). El moh (como llaman en Australia al rebaño) había que recogerlo en corrales del rancho o la estación para pasar la noche protegiéndolo de los dingos aborígenes y para que no se perdieran. Para ello hacía falta un perro realmente trabajador que supiera reunir y dirigir el rebaño, más que el típico pastor de su país de origen.
Muchas zonas de Inglaterra habían elaborado su propia línea de pastor, casi siempre con el nombre de la región o del propietario. La mayoría de ellas se ha perdido hoy en día, pero para el año 1800 todavía existían algunas cuando tuvo su auge la emigración a Australia. En ese momento, muchas otras razas fueron introducidas a Australia, y las que mejor servían dentro del nuevo ambiente eran usadas y posteriormente cruzadas con otras locales.
Uno de los primeros tipos que resultó ideal para las condiciones australianas fue la línea Rutherford de Collies de North County. Estos perros eran de pelo corto, de oreja erecta o semi, y de color negro o negro y fuego, y fueron descritos por G. S. Kempe como «de construcción robusta y temperamento valiente [...] con una gran cabeza y fuertes mandíbulas».
Varios miembros de la familia Rutherford emigraron de Escocia a Australia, y recibieron un buen lote de estos perros de sus familiares. Otras personas pronto vieron las habilidades de estos perros y quisieron cachorros de esta línea. Hay dudas sobre sí se mantuvieron puros al ciento por ciento, ya que los pragmáticos propietarios de rebaños cruzaban sus buenas hembras de trabajo con los mejores perros que podían encontrar, sin importar su genealogía. Pero la línea Rutherford formó la base para la raza que actualmente se conoce como kelpie.
A finales del siglo XIX, un ranchero llamado Gleason cambió un caballo por un cachorro hembra negro y fuego criada en Victoria, de padres importados de la línea Rutherford. La llamó kelpie (un espíritu del agua cambiante de la mitología celta), y la encontró una espléndida trabajadora. La perra fue conocida como Gleason's Kelpie, y su descendencia dio el nombre a la raza. Esta Kelpie original fue cruzada dos veces con Moss, un perro australiano negro, de la línea Rutherford, y luego con "Caesar", un perro negro y fuego de padres puramente escoceses. Esta última camada con Caesar daría el más famoso kelpie de la historia. Una hembra negra y fuego, también llamada kelpie, que fue regalada a G. T. W. King. Su kelpie (la segunda) ganaría la primera competición de perros de trabajo con rebaño celebrada en Australia. Esta victoria hizo aumentar el interés por esta línea.
La raza kelpie se basa en estos comienzos, con cruces a lo largo de los años con otras líneas. La raza es en esencia inglesa, sin introducción del dingo. Salieron muchos buenos perros de trabajo negros de la línea creada sobre "Moss", sobre todo uno llamado "Barb". Durante muchos años se creyó que los negros eran una raza aparte llamada barb. Había otras líneas conocidas por los nombres de sus mejores perros o de su dueño, pero pronto se unificaron todas bajo la denominación de kelpie.

## Descripción

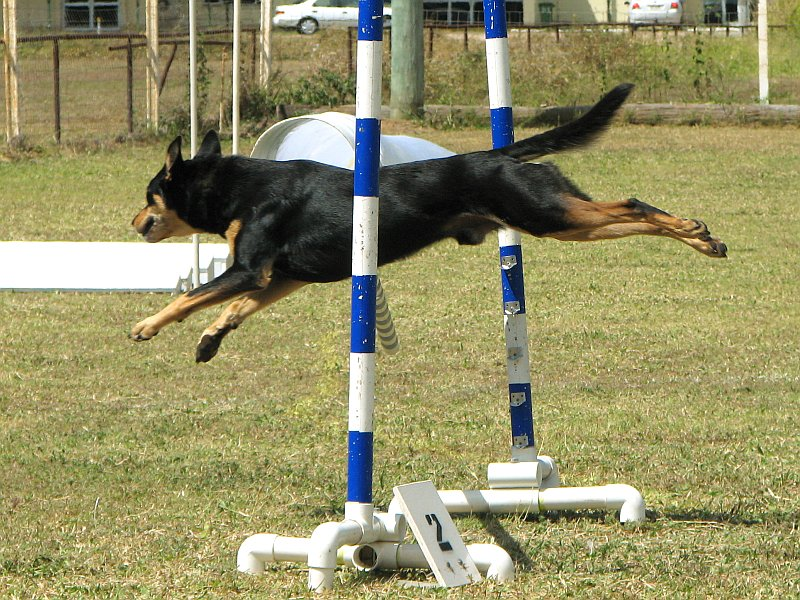
Kelpie australiano negro en competición de agility.

Su cabeza tiene una semejanza con la de un zorro, pero se diferencia de estos por sus ojos almendrados. Su contextura general es musculosa y compacta, pero flexible, midiendo los machos entre 46 a 51 cm y las hembras entre 43 a 48 cm. Su pelaje es de doble capa, teniendo una capa interna densa, y una exterior de pelos duros, dispuestos de manera que es resistente a la lluvia. Es largo por el vientre, llegando a formar un fleco en las patas posteriores, mientras que el resto de las extremidades poseen un pelo corto. En su cuello posee un pelo largo y grueso formando una especie de collar. El color de este es muy variable, pasando por una gama de colores oscuros a rojizos, estos pueden ser negro, negro y fuego, rojo, rojo y fuego, leonado, chocolate y humo.

## Carácter

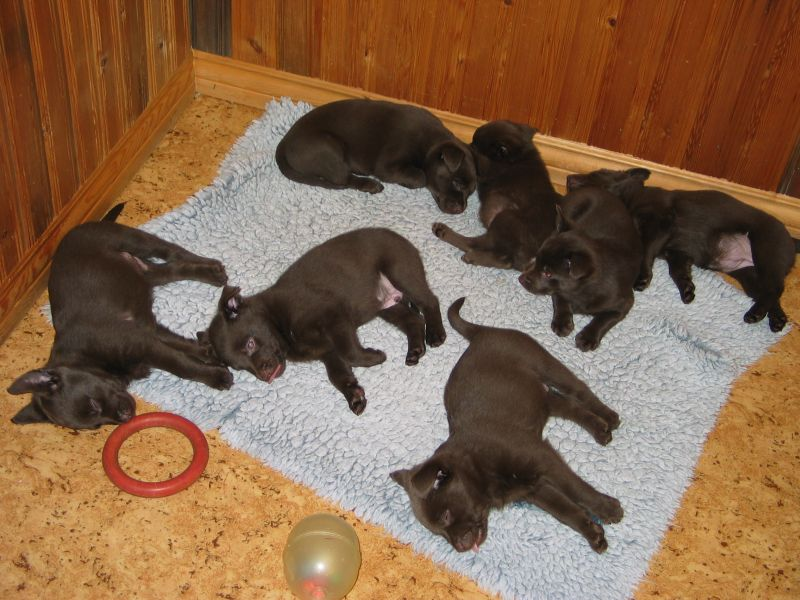
Cachorros de kelpie australiano.

Aunque es amable y fácil de adiestrar, su gran energía y ganas de trabajar no lo hacen apto para vivir dentro de casa o en un apartamento. Se hacen mucho a un solo dueño, y aunque es leal e inteligente, es muy independiente, aspecto imprescindible para su trabajo.
El kelpie es muy inteligente, laborioso y siempre está alerta. Posee además una disposición dócil y una energía casi inagotable. Por otro lado, muestra una gran lealtad y devoción al trabajo. Tiene un instinto natural para trabajar con las ovejas, tanto en el campo, como en el corral. Debido a su gran capacidad muscular en conjunto a su gran energía y elasticidad, se puede considerar uno de los perros de mejor disposición para el trabajo en general.
Las estadísticas del trabajo que ahorra son asombrosas, y muchos granjeros americanos están conociendo el valor de estos perros. Aunque por naturaleza es un pastor de ovejas, el kelpie puede ser enseñado también para el ganado vacuno. El kelpie criado para trabajar el ganado es fuerte, y muchos pueden guiar tanto como empujar. Pueden ser muy útiles para reunir las ovejas, llevándolas dentro de los corrales, haciéndolas pasar por baños, haciéndolas subir a camiones y vagones, e incluso "montándolas" (pesando sobre su lomo) si se quedan atrapadas en el canal de carga. Un equipo de kelpies puede ser enviado a reunir una manada de vacuno, mientras el propietario espera en la puerta del corral. Pueden hacerlos pasar por las vacunaciones veterinarias, ayudar a cargarlos, y llevarlos carretera abajo hacia otro pasto.
El kelpie también ha resultado eficaz con cerdos, caballos, cabras, aves e incluso renos.
Son trabajadores natos, y abundan las historias de proezas de ejemplares de la raza, pese a estar malheridos.
Se les utiliza también para otros fines aparte del pastoreo, como búsqueda y rescate, perro guía y detección de drogas.